# Highway to Hell
Highway to Hell – szósty album studyjny australijskiego zespołu AC/DC, wydany 27 lipca 1979 roku. Jest to również piąty ogólnoświatowo wydany album studyjny zespołu. Wszystkie utwory są autorstwa Angusa Younga, Malcolma Younga oraz Bona Scotta. Album został oryginalnie wydany przez wytwórnię Atlantic Records. Dotychczas sprzedany został w ponad 7 milionach kopii w Stanach Zjednoczonych. W 2003 r. album został sklasyfikowany na 199. miejscu listy 500 albumów wszech czasów magazynu Rolling Stone.

## Opis albumu
Najpopularniejszy album AC/DC w czasie jego wydania, Highway to Hell wydatnie poszerzył liczbę odbiorców muzyki zespołu, pozycjonując zespół do przełomowego sukcesu w następnym roku razem z wydaniem następnego albumu Back in Black. Jest to ostatni album AC/DC nagrany razem z wokalistą Bonem Scottem przed jego przedwczesną śmiercią w lutym 1980 roku. Końcowe słowa wypowiedziane przez Scotta na albumie „Shazbot, na-nu na-nu”, są zwrotami używanymi w popularnym wtedy amerykańskim sitcomie Mork & Mindy przez głównego bohatera Mocka (granego przez Robina Williamsa).
Highway to Hell jest pierwszym albumem AC/DC niewyprodukowanym przez Harry’ego Vandę i George’a Younga. Przedprodukcja albumu zaczęła się w styczniu 1979 roku z wycinkami dem w Albert Studios w Sydney, Australia, gdzie zespół spotkał producenta Eddiego Kramera. Kramer został zwolniony zanim choć jeden utwór został stworzony, a jego miejsce zastąpił Robert Lange. Mimo że wybór był przypadkowy, to Lange wyprodukował także następne dwa albumy zespołu Back in Black i For Those About to Rock We Salute You.
W Australii Highway to Hell został wydany z trochę inną okładką, wyróżniającą płomienie i gryf gitary skierowany w stronę zdjęcia członków zespołu, które wyróżnia ogólnoświatowa okładka.
W Polsce nagrania uzyskały certyfikat złotej płyty.

## Lista utworów
| 1.  | „Highway to Hell”                   | 3:28  |
|     |                                     |       |
| 2.  | „Girls Got Rhythm”                  | 3:23  |
|     |                                     |       |
| 3.  | „Walk All Over You”                 | 5:10  |
|     |                                     |       |
| 4.  | „Touch Too Much”                    | 4:26  |
|     |                                     |       |
| 5.  | „Beating Around the Bush”           | 3:55  |
|     |                                     |       |
| 6.  | „Shot Down in Flames”               | 3:22  |
|     |                                     |       |
| 7.  | „Get It Hot”                        | 2:34  |
|     |                                     |       |
| 8.  | „If You Want Blood (You've Got It)” | 4:36  |
|     |                                     |       |
| 9.  | „Love Hungry Man”                   | 4:17  |
|     |                                     |       |
| 10. | „Night Prowler”                     | 6:17  |
|     |                                     |       |
|     |                                     | 41:28 |
|     |                                     |       |
- Kompozytorami wszystkich utworów są Angus Young, Malcolm Young, i Bon Scott.

## Twórcy

### Wykonawcy
- Angus Young – gitara prowadząca
- Malcolm Young – gitara rytmiczna
- Bon Scott – wokal
- Phil Rudd – perkusja
- Cliff Williams – gitara basowa

### Produkcja
- Nagrywany w Roundhouse Studios w Londynie, Anglia
  - Producent: Robert John „Mutt” Lange
  - Inżynier nagrania: Mark Dearnley
- Miksowany w Basing Street Studios w Londynie
  - Inżynier miksowania: Tony Platt
  - Asystent inżyniera miksowania: Kevin Dallimore
- Projekt okładki: Bob Defrin
- Fotografie: Jim Houghton